# Microgaster rufotestacea
Microgaster rufotestacea är en stekelart som beskrevs av Granger 1949. Microgaster rufotestacea ingår i släktet Microgaster och familjen bracksteklar. Inga underarter finns listade i Catalogue of Life.